# Observatorios del Llano de Chajnantor

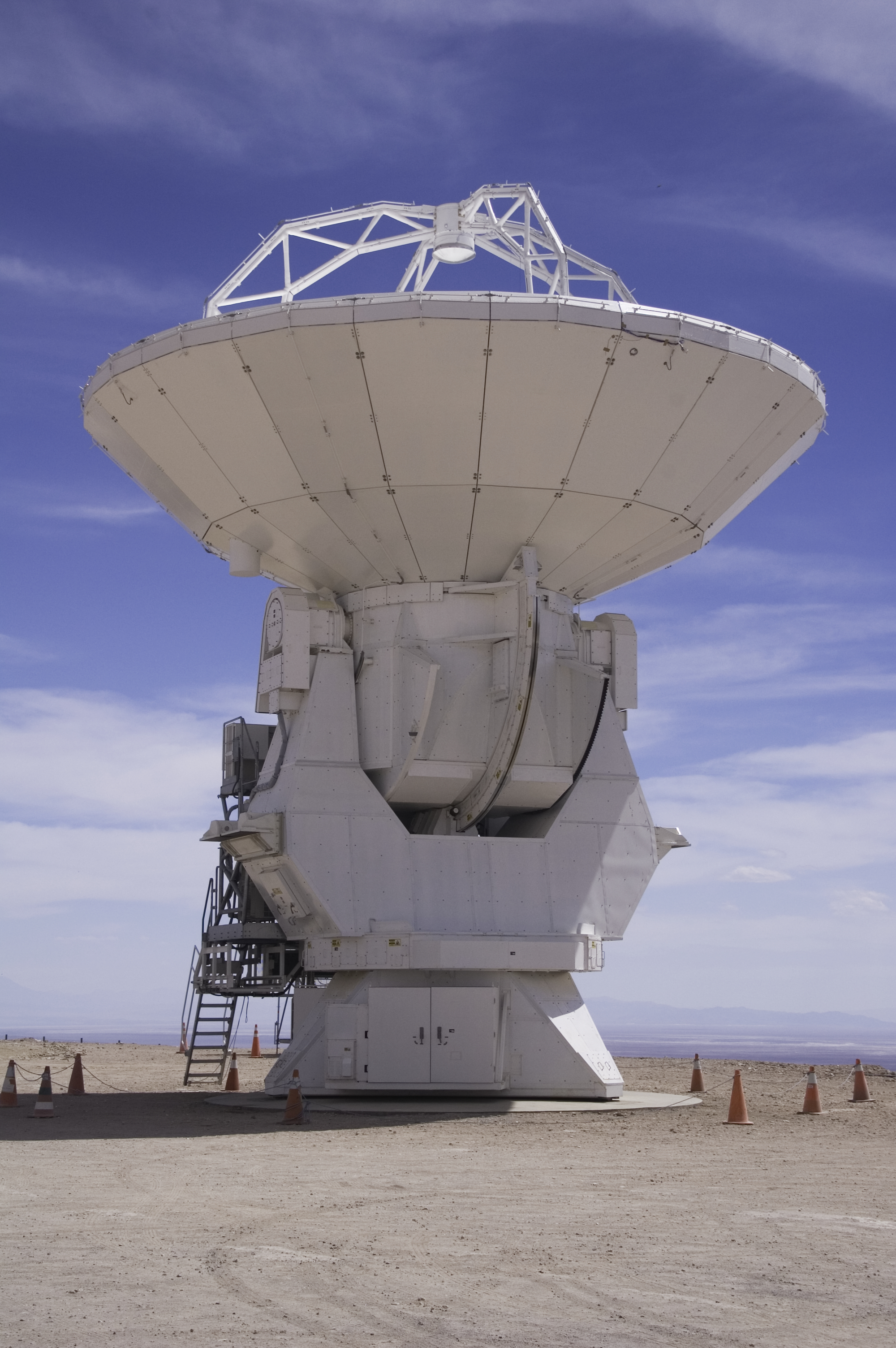
Una de las 66 antenas del observatorio ALMA en Chajnantor.

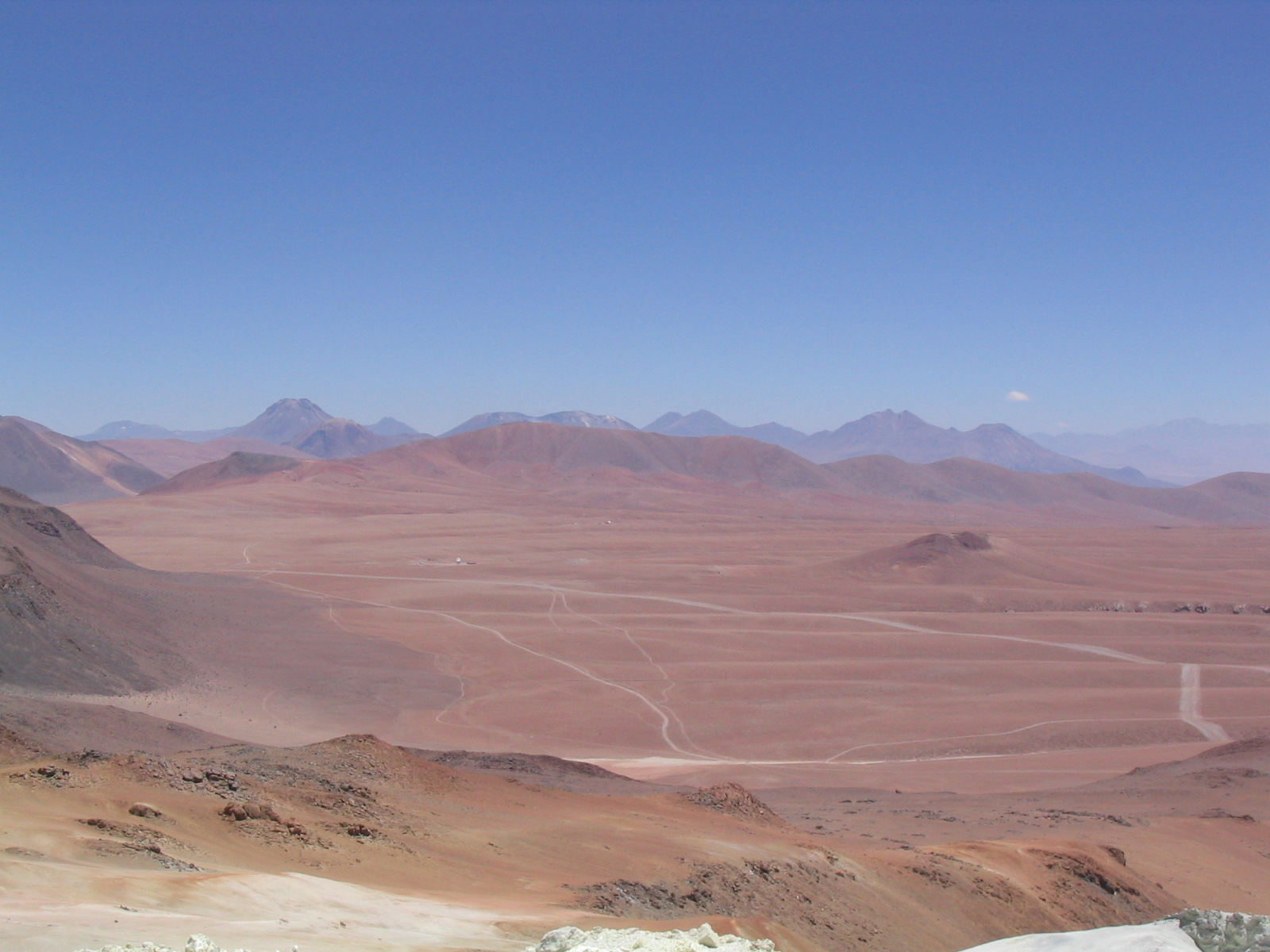
Llano de Chajnantor desde el Cerro Toco. Al ampliar la imagen pueden verse APEX (izquierda) y CBI (centro).

El Parque Astronómico del Llano de Chajnantor es un conjunto de observatorios astronómicos localizados a aproximadamente 5000 m s. n. m., en el desierto de Atacama (Chile), 50 kilómetros al este de San Pedro de Atacama dentro del complejo volcánico de Puricó. Es un sitio muy seco e inhóspito para la vida humana, pero un excelente sitio para la astronomía submilimétrica. Debido a que el vapor de agua absorbe y atenúa las radiaciones submilimétricas, la radioastronomía requiere de sitios muy secos para la recepción de este tipo de ondas cortas.

## Cronología
En 1999, el Generador de Imágenes de Fondo Cósmico (CBI) fue el primer radiotelescopio en hacer observaciones bajo los cielos de llano de Chajnantor. En 2002 el Experimento de Telescopio Submilimétrico de Atacama (ASTE) llega a Pampa La Bola, cercana a Chajnantor. Posteriormente, llegan el Experimento Pionero de Atacama (APEX) en 2003, Cielo del Sur 2 (NANTEN2 o 南天2) en 2004, Telescopio de Cosmología de Atacama (ACT) en 2007, Experimento Q/U de Representación de Imágenes (QUIET) en 2008 y Observatorio Mini-Tokio de Atacama (Mini-TAO, de 1.0 m de diámetro) en 2009. Además, ya está en operación desde 2013 la Gran Matriz Milimétrica/submilimétrica de Atacama (ALMA). Se encuentran en construcción varios proyectos en el Llano de Chajnantor y en el cerro Chajnantor, siendo el Tokyo Atacama Observatory (TAO) el que se convertirá en el telescopio de mayor altura geográfica del mundo.

## Telescopios en el Llano de Chajnantor
- Cosmic Background Imager (CBI)
- Atacama Pathfinder Experiment (APEX)
- Q/U Imaging Experiment (QUIET)
- Tokyo Atacama Observatory (TAO)
- Atacama Large Millimeter/submillimeter Array (ALMA)
- CCAT Prime - en construcción en Cerro Chajnantor
- Simons Observatory - en construcción
- Atacama Cosmology Telescope (ACT)
- Parque Astronómico

## Telescopios en el sector de Pampa La Bola
- Atacama Submillimeter Telescope Experiment (ASTE)
- Observatorio NANTEN2

## Colaboración con LLAMA
Se ha propuesto que ALMA, APEX y ASTE realicen interferometría de base ancha con el radiotelescopio argentino-brasileño LLAMA. En particular, ALMA podría aumentar 10 veces su resolución angular (incluso hasta 1 µsa en longitudes de onda de 1 mm) gracias a que LLAMA estaría a 200 km de distancia.